# Stanley (Idaho)
Stanley és una població dels Estats Units a l'estat d'Idaho. Segons el cens del 2000 tenia 100 habitants.

## Demografia
Segons el cens del 2000, Stanley tenia 100 habitants, 45 habitatges, i 23 famílies. La densitat de població era de 62,3 habitants/km².
Dels 45 habitatges en un 24,4% hi vivien nens de menys de 18 anys, en un 51,1% hi vivien parelles casades, en un 2,2% dones solteres, i en un 46,7% no eren unitats familiars. En el 33,3% dels habitatges hi vivien persones soles el 33,3% de les quals corresponia a persones de 65 anys o més que vivien soles. El nombre mitjà de persones vivint en cada habitatge era de 2,22 i el nombre mitjà de persones que vivien en cada família era de 3.
Per edats la població es repartia de la següent manera: un 24% tenia menys de 18 anys, un 6% entre 18 i 24, un 27% entre 25 i 44, un 40% de 45 a 60 i un 3% 65 anys o més.
L'edat mediana era de 39 anys. Per cada 100 dones de 18 o més anys hi havia 123,5 homes.
La renda mediana per habitatge era de 37.813 $ i la renda mediana per família de 45.625 $. Els homes tenien una renda mediana de 25.000 $ mentre que les dones 37.500 $. La renda per capita de la població era de 23.303 $. Aproximadament el 25,9% de les famílies i el 21,4% de la població estaven per davall del llindar de pobresa.

## Poblacions més properes
El següent diagrama mostra les poblacions més properes.